# Oncodesmoides rectus
Oncodesmoides rectus är en mångfotingart som beskrevs av Kraus 1954. Oncodesmoides rectus ingår i släktet Oncodesmoides och familjen Cyrtodesmidae. Inga underarter finns listade i Catalogue of Life.